# Rudolf Králíček
Rudolf Králíček (19. ledna 1862 Huštěnovice – 4. ledna 1946 Český Těšín) byl rakousko-uherský vojenský velitel moravského původu. Účastnil se 1. světové války a po jejím skončení se stal penzionovaným armádním generálem československé armády.

## Život
Narodil se 19. ledna 1862 v Huštěnovicích do rodiny českého železničáře. Roku 1879 zahájil studium na kadetní škole. Po ukončení studia postupoval ve funkcích a v době vypuknutí války byl velitelem 28. pěší divize v Lublani. Jeho divize byla poslána na ruskou frontu.

### Raná vojenská kariéra
Rudolf Králíček nastoupil do košické kadetní školy 20. března 1879 a byl vyřazen v roce 1881 u pěšího pluku č. 59 v hodnosti poručíka. Nejprve sloužil jako adjutant u 1. polního praporu, poté několik let ve štábu zmíněného pluku, v letech 1886 až 1888 navštěvoval válečnou školu. V roce 1887 se stal nadporučíkem a poté nastoupil do generálního štábu . V roce 1889 vedl štáb 19. pěší brigády v Josefově a v roce 1890 nastoupil jako důstojník generálního štábu k 3. pěší divizi v Linci. V květnu 1891 byl povýšen na kapitána generálního štábu a v květnu 1892 byl převelen k 10. oddělení ministerstva války ve Vídni . V roce 1895/96 následovala aktivní vojenská služba u mysliveckého praporu č. 21 jako velitel roty a od října 1896 působil jako instruktor taktiky na válečné škole ve Vídni. V květnu 1897 byl povýšen na majora, následující tři roky sloužil jako velitel praporu u c. a k. pěšího pluku č. 57 a 1. listopadu 1900 byl povýšen na podplukovníka . V lednu 1903 působil jako přednosta 10. oddělení ministerstva války. V květnu 1904 byl povýšen na plukovníka a od dubna 1907 byl jmenován velitelem 45. pěšího pluku. V dubnu 1910 byl pověřen velením 65. pěší brigády v Raabu a 1. května 1910 byl povýšen na generálmajora. 21. dubna 1913 byl pověřen velením 15. pěší divize v Miskolci a 16. května téhož roku byl povýšen na polního podmaršála. 

### První světová válka
Na ruské frontě se Králíček začátkem prosince 1914 stal velitelem IX. armádního sboru 3. armády. Účastnil se koncem prosince bojů o přístupy do Karpat. Po rakousko-uherském vítězství u Gorlice dobyl Králíčkův sbor Řešov a pronikl k Sanu.
Během Brusilovovy ofenzívy roku 1916 držel Králíček obrannou linii na řece Seret proti ruské přesile. Poté se v červenci účastnil akcí německé Bohmerovy armády na jihozápadě. Zde Králíčkův sbor odrazil ruský úder na Lvov u Brzezan. V srpnu a září Králíček vedl se svým sborem obranu Lvova.
Krátce poté však Králíček onemocněl a byl hospitalizován. V únoru 1917 byl poslán na italskou frontu. Zde převzal velení nad XVI. armádním sborem Boroevićovy 5. armády. Zde se osvědčil hlavně v desáté a jedenácté sočské bitvě. V květnu 1917 byl Králíček povýšen na generála pěchoty.
V červnu 1918 útočil Králíčkův sbor na Piavě v místě říčního ostrova Papadopoli. Zde musely jeho jednotky kvůli nedostatečné podpoře dělostřelectva ustoupit zpět. V říjnu Králíček znovu onemocněl a musel být hospitalizován. Na frontu se již nevrátil. Po válce se stal penzionovaným generálem československé armády. Zemřel 4. ledna 1946 v Českém Těšíně.